# Třída Sa'ar 4
Třída Sa'ar 4 (hebrejsky: סער 4) či třída Rešef jsou raketové čluny Izraelského vojenského námořnictva. Byly dalším rozvinutím konceptu raketových člunů třídy Sa'ar 3. Celkem bylo postaveno 19 raketových člznů této třídy. Pro izraelské námořnictvo jich bylo postaveno 10, další tři byly postaveny v Izraeli pro Jihoafrickou republiku a následně ještě šest bylo postaveno přímo v JAR s izraelskou pomocí. Modifikovaná plavidla Jihoafrického námořnictva jsou označována jako třída Warrior (dříve třída Minister). Izraelské čluny této třídy byly poprvé bojově nasazeny během jomkipurské války v říjnu 1973. Izrael již všechny své čluny vyřadil. Jejich dalšími uživateli se stalo Chile a Srí Lanka.

## Stavba

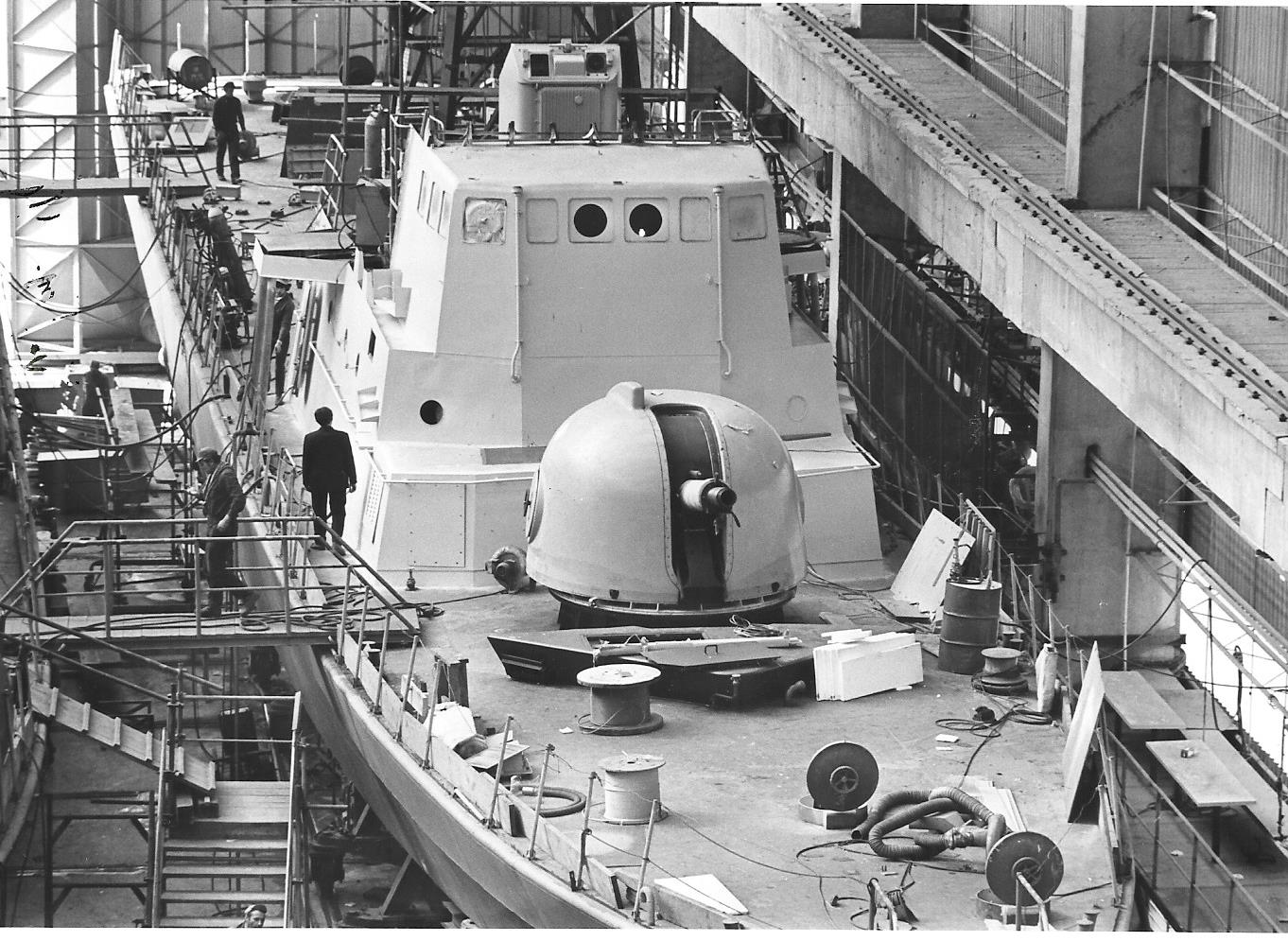
Raketový člun Reshef během stavby

Stavba první šestičlenné skupiny raketových člunů třídy Sa'ar 4 byla objednána roku 1968. Díly pro první plavidla byly dodány z Francie, přičemž stavbu provedla izraelská loděnice Israel Shipyards v Haifě. Po úspěšném nasazení izraelských raketových člunů v jomkipurské válce bylo rozhodnuto o stavbě dalších plavidel. V lednu 1975 byla objednána čtyři další mírně vylepšená plavidla.
Jednotky třídy Sa’ar 4:
| Název                                      | Uživatel | Loděnice                | Spuštěna na vodu  | Uvedena do služby | Poznámka |
| ------------------------------------------ | -------- | ----------------------- | ----------------- | ----------------- | --- |
| INS Reshef                                 | Izrael   | Israel Shipyards, Haifa | 19. února 1973    | duben 1973        | Vyřazen 1996, dne 29. července 1997 prodán Chile, přejmenován na Angamos (LM-34).                                                                                                 |
| INS Keshet                                 | Izrael   | Israel Shipyards        | 22. srpna 1973    | září 1973         | Už roku 1981 prodán Chile, přejmenován na Chipana (LM-31). |
| INS Romach                                 | Izrael   | Israel Shipyards        |                   | březen 1974       | Už roku 1979 prodán Chile, přejmenována na Casma (LM-30). |
| INS Kidon                                  | Izrael   | Israel Shipyards        |                   | říjen 1974        | Vyřazen, část systémů byla namontována na stejnojmenné plavidlo třídy Sa'ar 4.5. Trup byl potopen jako památník.                                                                  |
| INS Tarshish                               | Izrael   | Israel Shipyards        |                   | březen 1975       | Vyřazen 1996, část systémů byla namontována na stejnojmenné plavidlo třídy Sa'ar 4.5. Zbytek dne 29. července 1997 prodán Chile, přejmenován na Papudo (LM-34), na náhradní díly. |
| INS Jaffo                                  | Izrael   | Israel Shipyards        |                   | duben 1975        | Vyřazen, část systémů byla namontována na stejnojmenné plavidlo třídy Sa'ar 4.5.                                                                                                  |
| INS Nitzachon                              | Izrael   | Israel Shipyards        |                   | březen 1978       | Upraven na protiponorkové plavidlo, vyřazen. |
| INS Modelet                                | Izrael   | Israel Shipyards        | 22. března 1979   | květen 1979       | Upraven na protiponorkové plavidlo, vyřazen, roku 2000 prodán Srí Lance, přejmenován na Nandimitra (P701).                                                                        |
| INS Komemiut                               | Izrael   | Israel Shipyards        | 19. července 1979 | září 1979         | Upraven na protiponorkové plavidlo, vyřazen, roku 2000 prodán Srí Lance, přejmenován na Suranimala (P702).                                                                        |
| INS Atzmaut                                | Izrael   | Israel Shipyards        | 3. prosince 1978  | listopad 1979     | Upraven na protiponorkové plavidlo, vyřazen. |
| SAS Jan Smuts (P1561)                      | JAR      | Israel Shipyards        | 1977              | září 1977         | Vyřazen 1998. |
| SAS Shaka (P1562, ex P.W. Botha)           | JAR      | Israel Shipyards        | 1977              | 2. prosince 1977  | Vyřazen 2004. |
| SAS Adam Kok (P1563, ex Frederic Creswell) | JAR      | Israel Shipyards        | 1978              | 6. dubna 1978     | Vyřazen 2005. |
| SAS Sekhukhuni (P1564, ex Jim Fouché)      | JAR      | Sandock Austral, Durban | 1978              | 22. prosince 1978 | Vyřazen 2004. |
| SAS Isaac Dyobha (P1565, ex Frans Erasmus) | JAR      | Sandock Austral         | 1979              | 27. července 1979 | Od roku 2008 bez řízených střel. Vyřazen 2022. |
| SAS René Sethren (P1566, ex Oswald Pirow)  | JAR      | Sandock Austral         | 1979              | 4. března 1980    | Vyřazen 2001. |
| SAS Galeshewe (P1567, ex Hendrik Mentz)    | JAR      | Sandock Austral         | 26. března 1982   | 11. února 1983    | Od roku 2008 bez řízených střel. Vyřazen v říjnu 2020. |
| SAS Job Masego (P1568, ex Kobie Coetsee)   | JAR      | Sandock Austral         | 1982              | 11. února 1983    | Vyřazen 2005. |
| SAS Makhanda (P1569, ex Magnus Malan)      | JAR      | Sandock Austral         | 27. března 1986   | 4. července 1986  | Vyřazen 2007, reaktivován bez řízených střel 2014. Aktivní. |

## Konstrukce

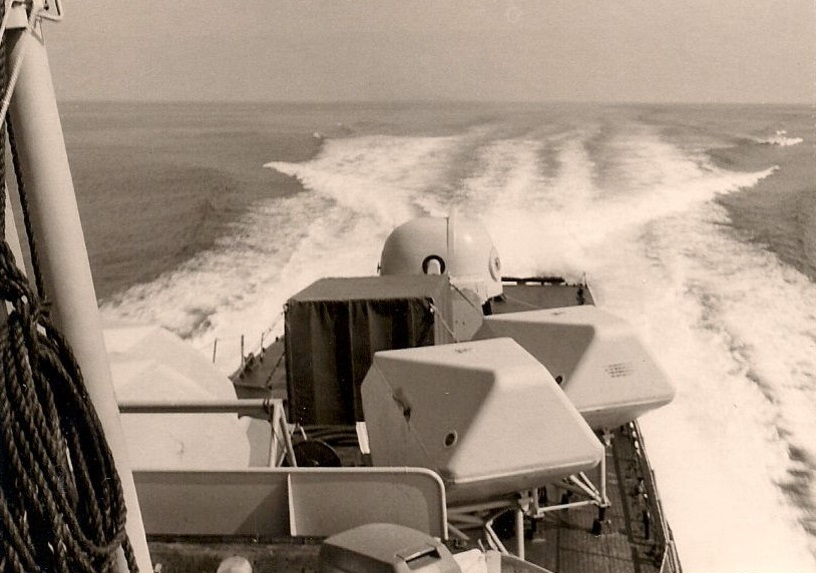
Pohled na záď raketového člunu Romach. Vidět je dělová věž 76mm kanónu a kontejnery protilodních střel Gabriel.

Elektroniku tvoří vyhledávací radar Thales Neptune TH-D 1040 a systém řízení palby Alenia Orion RTN-10X. Původní výzbroj skupiny Reshef tvořily dva 76mm kanóny OTO Melara, dva 20mm kanóny Oerlikon, čtyři 12,7mm kulomety a šest protilodních střel Gabriel Mk.I s dosahem 20 km. Pohonný systém tvoří čtyři dieselové motory MTU 16V 956 TB91 o výkonu 14 000 bhp, pohánějící čtyři lodní šrouby. Nejvyšší rychlost dosahuje 32 uzlů a cestovní 19 uzl. Dosah je 4800 námořních mil při rychlosti 19 uzlů a 2000 námořních mil při maximální rychlosti.

### Modifikace
Roku 1978 se složení raketové výzbroje změnilo na čtyři střely Gabriel Mk.I a čtyři americké protilodní střely RGM-84 Harpoon s dosahem 130 km. Později také jeden 76mm kanón nahradil 20mm kanón Mk.15 Phalanx. Tarshish a Yaffo během služby pokusně dostaly přistávací plochu pro vrtulník.
Nejdéle dloužící trojice jihoafrických člunů byla v závěru služby upravena na hlídkové čluny bez protilodních střčel. Týkalo se to člunů Isaac Dyobha a Galeshewe v roce 2008 a dále Makhanda v roce 2014.

## Služba

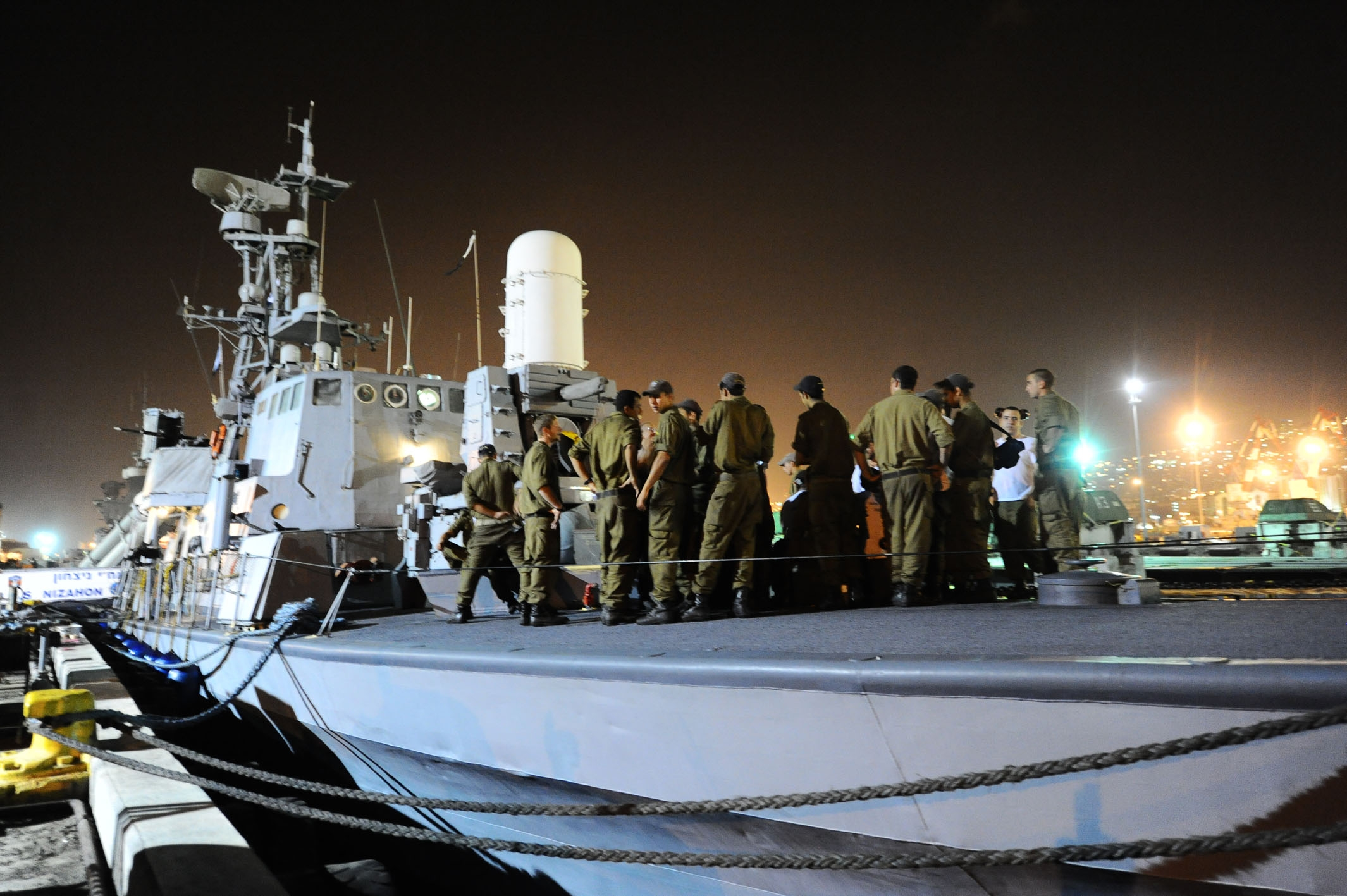
Raketový člun Nitzachon během přípravy na zásah proti konvoji do Pásma Gazy

Izraelské čluny této třídy byly poprvé bojově v říjnu 1973 v jomkipurské válce. Před začátkem války se podařilo dokončit čluny Reshef a Keshet, které se úspěšně účastnily bitvy u Latakie a bitvy u Latakie. Roku 1982 byly čluny nasazeny v první libanonské válce.

## Zahraniční uživatelé

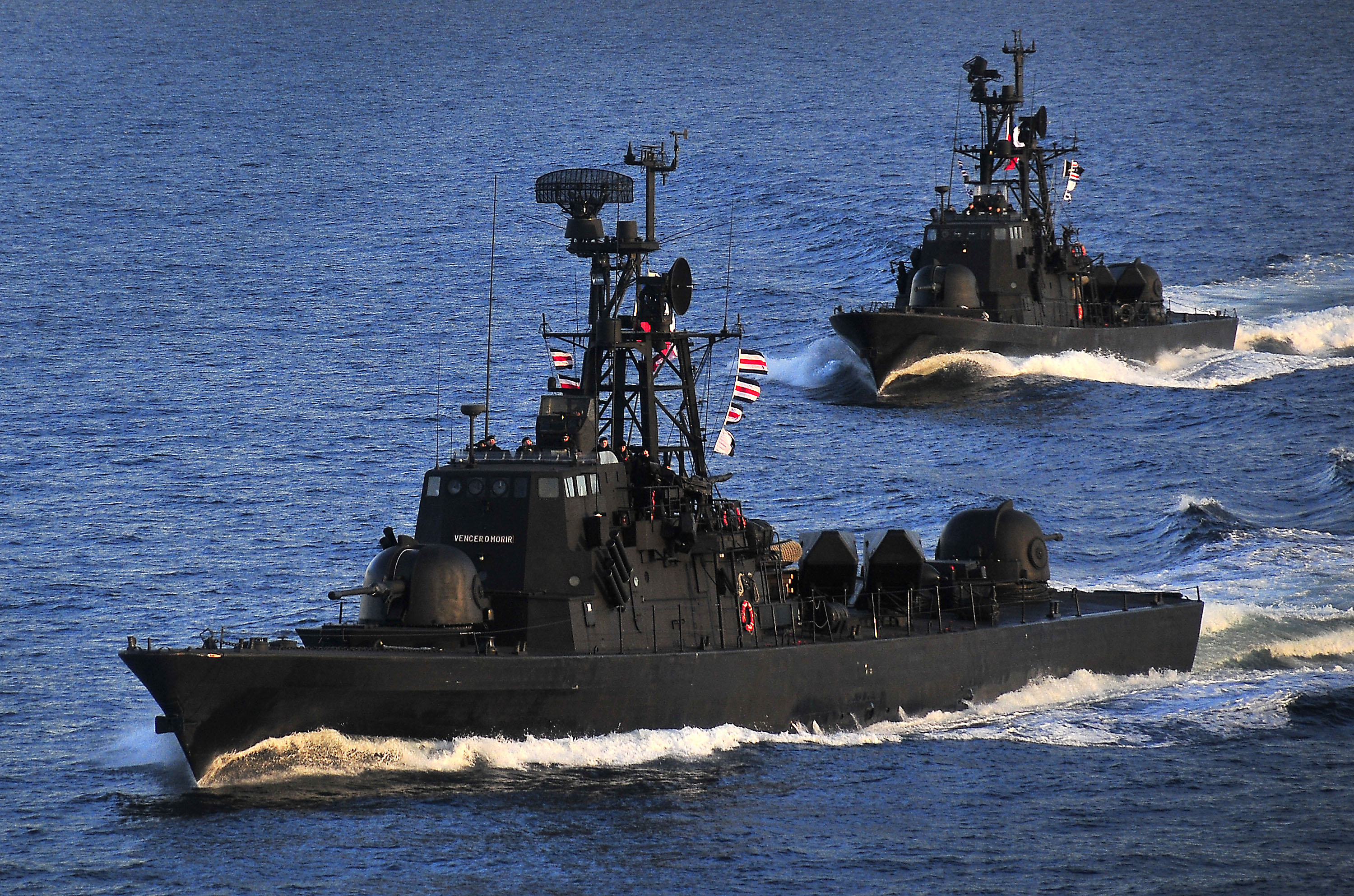
Chilské raketové čluny Angamos a Casma

### Chile
Cilské námořnictvo v letech 1979 a 1981 získalo prakticky nové raketové čluny Casma (ex Romach) a Chipana (ex Keshet). Roku 1997 byly přikoupeny ještě izraelským námořnictvem vyřazené čluny Angamos (ex Reshef) a Papudo (ex Tarshish). Posledně jmenovaný sloužil především jako zdroj náhradních dílů. Chilská plavidla nesou dva 76mm kanóny, dva 20mm kanóny, dva 12,7mm kulomety a čtyři protilodní střely Gabriel.

### JAR
V roce 1974 byl podepsán kontrakt mezi Izraelem a Jihoafrickou republikou na výstavbu tří modifikovaných lodí této třídy v loděnicích Israel Shipyards v Haifě. Další tři lodě byly hned poté postaveny v loděnicích společnosti Sandock Austral Shipyard v Durbanu a na stejném místě byly o několik let později postaveny další tři lodě. Uvalení mezinárodního embarga na prodej zbraní Jihoafrické republice ze 4. listopadu 1977 si vyžádalo, aby byl projekt spolupráce veden v tajnosti. Jihoafrické verze lodí této třídy byly vybaveny střelami Gabriel, jinak známými pod názvem Scorpion. Dále nesly dba kanóny 76mm kanóny OTO Melara.

### Srí Lanka
Roku 2000 byly dva vyřazené izraelské čluny prodány Srílanskému námořnictvu, kde vytvořily třídu Nandimitra. Čluny mohou nést střely Gabriel.